# Trávník (Kroměříž)
Trávník je vesnice, část okresního města Kroměříž. Nachází se asi 4,5 km na jihovýchod od Kroměříže. U lokality Trávnické zahrady se do řeky Moravy vlévá potok Kotojedka. Samotnou obcí protéká Dolní Kotojedka. Je zde evidováno 180 adres. Trvale zde žije 601 obyvatel. Předsedou osadního výboru je Ing. Pavel Kadlčík.
Trávník je také název katastrálního území o rozloze 6,02 km2. Nachází se zde tenisový kurt a knihovna.

## Historie
Stáří osady Trávník dokládá listina biskupa Dětřicha z roku 1283, kterou potvrzuje pannám augustiniánkám u sv. Jakuba v Olomouci darování Trávníku paní Budislavou, vdovou po Křížovi z Rataj. Z roku 1290 pochází listina od stejného biskupa, kterou se povoluje kroměřížským měšťanům, aby vykáceli lesy u Vážan a Trávníku a založili tam louky a role.

## Dostupnost
Přes místní část Trávník je vedena Silnice II/367, vedoucí z Prostějova do Tlumačova.
Místní částí také prochází modrá turistická trasa KČT, které začíná na kroměřížském nádraží, vede po břehu řeky Moravy kolem letiště a pokračuje směrem na Střížovice kolem přírodní památky Bašnov do Kvasic. Dále pokračuje chřibskými lesy kolem přírodní památky Budačina do Jankovic, přes Modrou na Velehrad a končí na Bunči, hojně navštěvovaném turistickém místě pod Brdem.

## Obyvatelstvo

### Struktura
Vývoj počtu obyvatel za celou obec i za jeho jednotlivé části uvádí tabulka níže, ve které se zobrazuje i příslušnost jednotlivých částí k obci či následné odtržení.
| Místní části   | Místní části | 1869 | 1880 | 1890 | 1900 | 1910 | 1921 | 1930 | 1950 | 1961 | 1970 | 1980 | 1991 | 2001 | 2011 | 2021 |
| -------------- | ------------ | ---- | ---- | ---- | ---- | ---- | ---- | ---- | ---- | ---- | ---- | ---- | ---- | ---- | ---- | ---- |
| Počet obyvatel | část Trávník | 451  | 464  | 491  | 515  | 518  | 492  | 494  | 424  | 429  | 356  | 380  | 371  | 392  | 492  | 601  |
| Počet domů     | část Trávník | 68   | 79   | 82   | 82   | 84   | 86   | 99   | 112  | –    | 105  | 109  | 121  | 131  | 177  | 180  |

## Pamětihodnosti
- Sousoší Pieta na návsi je kulturní památka České republiky evidovaná v Ústředním seznamu kulturních památek České republiky pod rejstříkovým číslem 101529.

- Kříž u hřbitova z roku 1719 je kulturní památka České republiky evidovaná v Ústředním seznamu kulturních památek České republiky pod rejstříkovým číslem 18337/7-6163. V roce 2002 byla na přední podstavec nainstalována kopie sochy panny Marie Sedmibolestné, která se nedochovala.

- Krucifix na kraji obce při křižovatce polních cest z roku 1782 je kulturní památka České republiky evidovaná v Ústředním seznamu kulturních památek České republiky pod rejstříkovým číslem 101529.

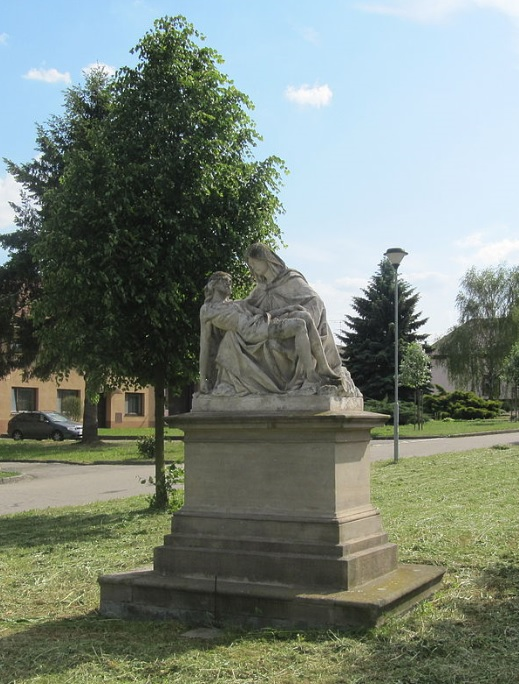
Sousoší Pieta na návsi
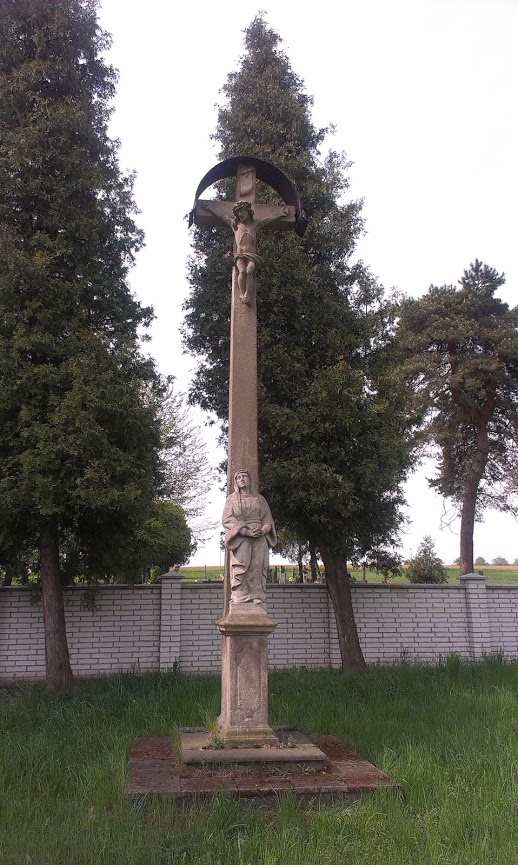
Kříž u hřbitova
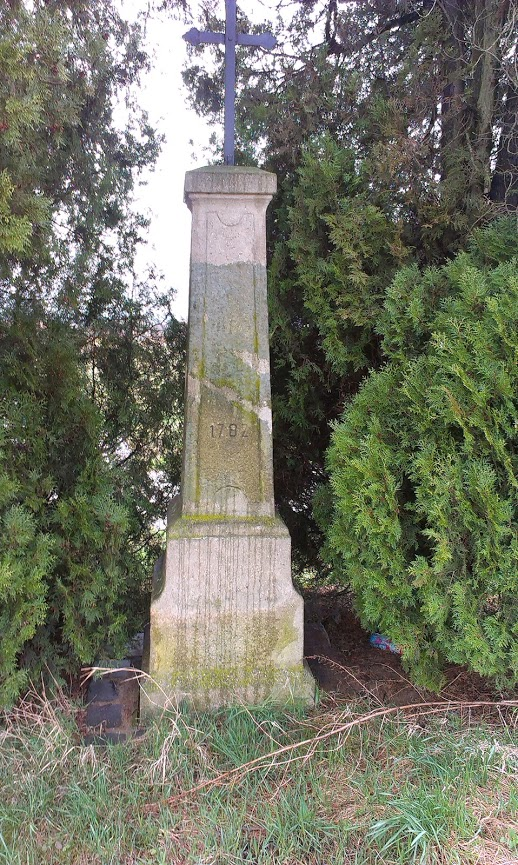
Kříž na kraji obce

## Významní rodáci
- Stanislav Sahánek (15. června 1883[9] – 27. února 1942), vysokoškolský učitel a germanista, zavražděný v koncentračním táboře Mauthausen.